# جامع التوريزي
جامع التوريزي هو مسجدٌ تاريخيٌّ يقعُ في مدينةِ دمشقَ في حي "قبرِ عاتكة" برأسِ الشويكة. يُعرَفُ أيضًا باسمِ جامعِ التيروزي أو التيروزية. تمَّ تأسيسُ هذا المسجدِ بأمرٍ من الأميرِ غرسِ الدينِ خليلِ التوريزي الدستاري في العصرِ المملوكي. بدأَ بناءُ الجامعِ في عامِ 823 هـ / 1420م واكتملَ في عامِ 825 هـ / 1421م. أما المئذنةُ، فقد بُنيت في عامِ 834 هـ / 1430م، وقد تمَّ تصميمُها بشكلٍ منفصلٍ عن المسجدِ نفسه، مما يُميِّزُها عن المآذنِ التقليديّةِ الأخرى في ذلك الوقت.
الخصائص المعماريّة والفنيّة لجامع التوريزي

## الواجهة الرئيسيّة
الواجهةُ الشماليّةُ للجامعِ تتميَّزُ باستخدامِ الحجارةِ الأبلق، أي الحجارةِ التي تجمعُ بينَ اللونينِ الأسودِ والأبيضِ. الواجهةُ مُقسَّمةٌ إلى قسمين؛ الجزءُ الأولُ هو الجزءُ المتقدِّمُ الذي يحتوي على المدخلِ الرئيسيّ، الذي يتميَّزُ بوجودِ قوصرةٍ معقودةٍ وزخارفَ من المقرنصاتِ. فوقَ المدخلِ يوجدُ شريطٌ كتابيٌّ مزخرفٌ يُضيفُ جماليّةً على التصميمِ. الجزءُ الثاني من الواجهةِ أبسطُ في تصميمهِ، حيثُ يضمُّ مدخلًا ونافذةً تحت قوسٍ وسائديّ الشكلِ. تمتدُّ الأشرطةُ الكتابيّةُ على طولِ الواجهةِ لتعزِّزَ الجماليّةَ المعماريّةَ.

## الصحن والحرم
الصحنُ في الجامعِ مغطّى بالخشبِ العجميّ ويحتوي على حوضٍ صغيرٍ في الوسطِ، ويحيطُ به جدرانٌ مزخرفةٌ من النقوشِ الكتابيّةِ التي تشيرُ إلى وقفيّةِ الجامعِ. الحرمُ يتكوَّنُ من ثلاثةِ أروقةٍ يفصلُ بينها عقودٍ مزخرفةٍ، وهذهِ العقودُ تقومُ على أعمدةٍ مربَّعةٍ مزينةٍ بأحجارِ الأبلقِ. السقفُ في الرواقِ الأوسطِ جملونيٌّ خشبيٌّ، بينما السقفُ في الأروقةِ الجانبيّةِ مستوٍ مع ميلٍ نحو الأطرافِ.

## الداخلية والميضة
يتضمنُ الجامعُ ميضأةً تحتوي على بركةٍ مربَّعةٍ مبنيّةٍ من الحجرِ، وتؤدي هذهِ الميضأةُ إلى عدةِ مناطقَ مثلَ المطاهرِ والفسحةِ. الفسحةُ تعدُّ مصلى صيفيًّا، وتحتوي على محرابٍ حجريٍّ صغيرٍ مزيّنٍ بنقوشٍ زخرفيّةٍ مميزةٍ.

## التربة
توجدُ تربةٌ تضمُّ قبرَ الأميرِ التوريزي، وتتميَّزُ هذهِ التربةُ بوجودِ قبةٍ نصفِ كرويّةٍ مدبَّبةٍ تستندُ إلى مقرنصاتٍ. القبةُ محاطةٌ بنوافذَ معقودةٍ تضيفُ إلى جمالِ المكانِ. جدرانُ التربةِ مزخرفةٌ وأنيقةٌ، مما يُضيفُ لمسةً جماليّةً مميزةً.

## المحراب والمنبر
المحرابُ الرئيسيُّ في الجامعِ مزخرفٌ بشكلٍ رائعٍ، حيثُ يُحيطُ به عمودانِ أسطوانيّانِ من الرّخامِ. يتوسطُ المحرابَ شريطٌ كتابيٌّ وزخارفُ من المقرنصاتِ التي تعزّزُ جمالَه. أما المنبرُ فهو مصنوعٌ من الحجارةِ المزيَّةِ الصقيلةِ ويتميَّزُ بنقوشٍ قرآنيةٍ وزخارفٍ إضافيةٍ على جوانبِه. المنبرُ يحتوي على تاجٍ ومقرنصاتٍ وشرفاتٍ، بالإضافةِ إلى قبةٍ حجريّةٍ صغيرةٍ تعلو جلسةَ الخطيبِ، مما يعكسُ تفوُّقًا فنيًّا وزخرفيًّا. .

## الزخارف الداخلية
الجامعُ يتميَّزُ بزخارفَ داخليّةٍ فريدةٍ، حيثُ جدرانهُ مزخرفةٌ ببلاطاتِ قاشانيٍ حتى ارتفاعِ 1.5 مترٍ. هذهِ البلاطاتُ تتميَّزُ بأشكالٍ متنوعةٍ من الزهورِ الاستوائيّةِ والخيوطِ المتشابكةِ، بالإضافةِ إلى عناصرَ نباتيّةٍ مثلَ السرخسِ والطحالبِ وأباريقِ الماءِ. يمكنُ أيضًا رؤيةُ طائرِ الكركيِّ المحورِ، مما يُعطي التصميمَ لمسةً فنيّةً مميزةً.

## المئذنة
المئذنةُ تعدُّ من أبرزِ معالمِ الجامعِ، وهي تتكوَّنُ من تسعةِ أقسامٍ، تبدأُ بشكلٍ مربعٍ ثم تتقلصُ تدريجيًّا في القسمِ السابعِ إلى شكلٍ مثمَّنٍ. في القسمِ الثامنِ تستمرُّ المئذنةُ بالمقطعِ نفسهِ المثمَّنِ، ولكنَ بأبعادٍ أصغرَ. وتزينُ الجدرانُ نوافذَ معقودةً وأخرى مصمتةً. تنتهي المئذنةُ بقلنسوةٍ ذاتِ رقبةٍ شبيهةٍ بتلكَ الموجودةِ في المآذنِ القاهريّةِ. تمثلُ المئذنةُ امتدادًا لعمارةِ المآذنِ الأيوبيّةِ، مع إضافةِ لمساتٍ معماريّةٍ مملوكيّةٍ واضحةٍ.